# Svart hjorttryffel
Svart hjorttryffel (Elaphomyces anthracinus) är en svampart som beskrevs av Vittad. 1831. Svart hjorttryffel ingår i släktet Elaphomyces och familjen hjorttryfflar.  Arten är reproducerande i Sverige.